# Mario Vergara
Mario Vergara (né le 18 novembre 1910 et mort le 25 mai 1950) est un prêtre et missionnaire italien de l'Institut pontifical pour les missions étrangères, ayant exercé une longue mission en Birmanie. Il est connu pour avoir été tué in odium fidei (en haine de la foi). 
L'Église catholique lui a donné le titre de bienheureux le 24 mai 2014. Il est fêté le 25 mai.

## Biographie
Mario Vergara est né le 18 novembre 1910 à Frattamaggiore, à côté de Naples en Italie. 
Dernier de neuf enfants d'une famille d'ouvriers industriels, il est entré au séminaire à l'âge de 11 ans au séminaire d'Aversa, avant d'être admis à l'âge de 17 ans, au séminaire régional de Campanie dans le quartier napolitain du Pausilippe, tenu par les jésuites, où est apparue sa vocation missionnaire. En 1929, il est parvenu à entrer au noviciat de l'Institut Pontifical des Missions Étrangères à Gênes, mais a dû retourner chez lui, pour des raisons de santé. En 1932, il devient le chef du Cercle missionnaire parmi les étudiants en théologie du séminaire régional. 
En août 1933, il réintègre le séminaire de l'Institut Pontifical des Missions Étrangères. Il est  ordonné prêtre l'année suivante, en l'église de Bernareggio, par le bienheureux Alfredo Ildefonso Schuster. Quelques mois plus tard, en septembre 1934, il part en mission pour la Birmanie, alors protectorat britannique. 
En Birmanie, il a immédiatement collaboré aux activités missionnaires déjà existantes et a commencé à étudier les langues et les coutumes des gens qu'il devait évangéliser. En 1936, il s'est vu confier le soin de la montagne de Citacio. Le père Vergara y perfectionna sa méthode missionnaire, assurant à tous les villages, même les plus reculés, la catéchèse et la célébration de la messe, établissant diverses formes d'enseignement et d'assistance. Il fonda un orphelinat accueillant 32 enfants birmans et prodigua des soins de médecine aux populations.
En 1940, avec le déclenchement de la Seconde Guerre mondiale, il fut interné dans un camp de concentration en Inde, puisqu'il appartenait à une nation ennemie. À la fin de son emprisonnement, il voyagea en train pour Bombay. Là, il devint un temps aumônier des soldats italiens prisonniers. Après un séjour à Calcutta, il fut autorisé à rentrer en Birmanie.
Après l'indépendance de la Birmanie, en 1948, la région où exerçait le père Vergara devint le théâtre d'affrontements armés entre des groupes locaux qui s'opposaient sur les traditions et les croyances religieuses, ainsi que sur diverses idéologies. Certaines forces rebelles menaient une persécution anti-catholique. C'est dans ce contexte que le père Mario Vergara fut tué à Shadaw (dans l'actuel État de Kayah), avec son catéchiste Isidore Ngei Ko Lat. Son corps, mis dans un sac, fut jeté dans un fleuve, avant d'être retrouvé par un de ses compagnons.

## Béatification
- Le procès en vue de sa béatification a été ouvert en 2003.
- Le 9 décembre 2013, le pape François a reconnu le père Vergara comme martyr de la foi, ouvrant la voie à sa béatification.
- Le père Mario Vergara et son catéchiste Isidore Ngei Ko Lat ont été béatifiés dans la cathédrale d'Aversa le 24 mai 2014, par le cardinal Angelo Amato, préfet de la Congrégation pour les causes des Saints, au nom du pape François[1].

Le bienheureux Mario Vergara est fêté le 25 mai. 